# Agencia estatal (España)
Una agencia estatal es un tipo de organismo público de la Administración Pública de España dotado de personalidad jurídico-pública propia. Fueron creadas por la Ley 28/2006 para el cumplimiento de los programas correspondientes a las políticas públicas que desarrolle la Administración General del Estado, y legalmente suprimidas por la Ley 40/2015 de 1 de octubre, en vigor desde el 2 de octubre de 2016. Sin embargo, en la práctica, las agencias estatales nunca desaparecieron y fueron legalmente habilitadas de nuevo por la ley de presupuestos generales del Estado para el año 2021.
Las Agencias gozan de potestad administrativa y patrimonio propio, siguiendo los principios de autonomía de gestión, autonomía funcional, responsabilidad por su gestión, y control de resultados sin perjuicio de su dependencia respecto a un Departamento Ministerial, que ejerce su dirección estratégica y evaluación de su actividad. Permite incorporar a la Administración General del Estado una fórmula organizativa dotada de mayor autonomía y de flexibilidad en la gestión.
La creación de Agencias Estatales requiere autorización por Ley y se produce con la aprobación de su Estatuto por Real Decreto acordado en Consejo de Ministros y adoptado a propuesta conjunta de los Ministerios de Administraciones Públicas y Economía y Hacienda.
Las resoluciones del Consejo Rector y del Director de la Agencia ponen fin la vía administrativa.